# Ranking of Kings
Ranking of Kings (jap.: 王様ランキング Ōsama Ranking) ist eine Mangareihe von Mangaka Sōsuke Tōka, die seit 2017 in Japan erscheint. Die Serie wurde als Anime umgesetzt und in mehrere Sprachen übersetzt. Sie erzählt von den Abenteuern eines Prinzen in einer Fantasy-Welt, der körperlich schwach ist und weder richtig sprechen noch hören kann, und der gemeinsam mit einem befreundeten Schattenwesen dennoch seinen Weg an die Spitze des Königreiches erkämpft.

## Inhalt
Das Reich des Riesen König Bosse wurde von diesem eigenhändig errichtet in seinem Bestreben, der Stärkste auf der Welt zu werden. In dieser Welt werden die Könige regelmäßig von einem Komitee bewertet und auf eine Rangliste gesetzt, auf der Bosse weit oben steht. Doch sein Sohn Prinz Bojji ist nicht nur winzig und schwach, sondern auch taub und kann nicht sprechen. Er wird von vielen Menschen in seiner Umgebung gehänselt, träumt aber dennoch davon, eines Tages selbst König zu werden. Als er bei einem Ausflug ein schwarzes Schattenwesen trifft, wird er von diesem für seine Gutgläubigkeit mehrfach betrogen. Das Wesen versteht die Laute, die Bojji von sich gibt, und kann mit ihm kommunizieren. Schließlich bereut das Wesen, ihn ausgenutzt zu haben, und sie freunden sich an. Doch im Schloss ist Kage, wie sich das Wesen nennt, nicht gern gesehen. Er ist der letzte Überlebende eines Volks von Attentätern, die wegen ihrer Gestalt von den Menschen für solche Taten eingesetzt wurden. Kages Mutter wurde ermordet, als sein Volk ausgerottet werden sollte. Auch ihm misstrauen die Gefolgsleute des Königs daher, sodass Kage auf der Hut sein muss. Er beobachtet, wie Bojji auch von seinem Schwertmeister Domas zwar behütet, aber nicht für talentiert gehalten wird, und wie Prinz Daida seinen älteren Halbbruder im Schwertkampf besiegt. Bojji zeigt gute Fähigkeiten im Ausweichen, doch wird das nicht als ehrenhaft angesehen.
Dann stirbt der bereits schwer kranke König Bosse. Obwohl er Bojji zu seinem Nachfolger bestimmt hat, bestimmt der Rat der Gefolgsleute des Königs Daida zum neuen König. Ihm trauen sie die Regentschaft zu. Seine Mutter Hilling ist begeistert und Bojji sehr enttäuscht. Ihn schickt man auf eine Reise, auf der ihn heimlich auch Kage begleitet. Seine offiziellen Begleiter sind Domas und der Soldat Hokuro, der Bojji wegen seiner Gutmütigkeit ins Herz geschlossen hat. Doch Domas hat den Auftrag erhalten, Bojji zu töten. Trotz seines inneren Widerwillens will der Krieger den Gehorsam nicht verweigern und stößt Bojji in das Loch, das in die Hölle führt. Hokuro ist entsetzt und als sie zurückkehren, werden beide für die Tat verstoßen. Bojji kann durch Kage gerettet werden und die beiden steigen in die Hölle hinab. Hier treffen sie Desha, den König der Unterwelt. Er soll Bojji endlich starkmachen, damit er sein Königreich zurückholen kann. Doch der verweist an seinen Bruder Despa, der sich tatsächlich als fähiger Lehrmeister erweist. Unter seiner Anleitung kann Bojji sich einen ihm passenden Kampfstil aneignen, in dem er unbesiegbar ist.
Während Bojji in der Unterwelt trainiert, wird Daida von seinem magischen Spiegel dazu gedrängt, sich die Macht seines Vaters zu holen. Der Spiegel berät ihn schon lange, sodass der neue König ihm vertraut. Doch in den Katakomben des Schlosses wird er ausgetrickst und in ihm wird sein Vater, König Bosse, wiedergeboren. So war es der Plan von Miranju, die unsterblich und im Spiegel eingeschlossen ist. Als Nächstes trachtet sie Königin Hilling nach dem Leben und befreit die größten Verbrecher aus der Unterwelt, um das Königreich zu zerstören. Hilling und ihr Wächter Drusi erweisen sich jedoch als hartnäckig und die Befreiung der Verbrecher ruft den König der Unterwelt auf den Plan. Er zieht mit seiner Armee gegen das Reich von König Bosse und mit ihm kommen auch Bojji und Kage aus der Unterwelt zurück.

## Veröffentlichung
Der Manga startete im Mai 2017 auf der Manga-Plattform Manga Hack, die von Echoes herausgegeben wird. Seit Februar 2019 werden von Enterbrain die Kapitel gedruckt in Sammelbänden herausgegeben, von denen bisher 18 erschienen sind.
Eine deutsche Übersetzung von Gyo Araiwa erscheint bei Planet Manga seit April 2023 in bisher 15 Bänden (Stand August 2025). Auf Französisch wird der Manga von Éditions Ki-oon veröffentlicht, auf Italienisch von Edizioni Star Comics und auf Englisch digital bei BookLive und Crunchyroll.

## Umsetzung als Anime
2021 entstand bei Wit Studio eine Umsetzung der Geschichte als Anime für das japanische Fernsehen. Bei der Produktion führte Yōsuke Hatta Regie und Taku Kishimoto schrieb das Drehbuch. Die Charakterdesigns entwarf Atsuko Nozaki und die künstlerische Leitung lag bei Yūji Kaneko. Die Tonarbeiten leitete Yasunori Ebina und für die Kameraführung waren Kazuto Izumita und Noriyuki Ueda verantwortlich. Die Produzenten waren Kazuki Ōshima, Kenta Yamada, Maiko Okada und Megumi Inoue.
Der Anime wurde erstmals im Dezember 2019 angekündigt. Die 23 je 22 Minuten langen Folgen wurden vom 14. Oktober 2021 bis 25. März 2022 Fuji TV im Programmblock noitaminA gezeigt. Parallel fand eine internationale Veröffentlichung der Serie mit Untertitel auf mehreren Plattformen statt, darunter Wakanim und Crunchyroll. Nach Zusammenlegung der beiden Plattformen wurde dort auch die deutsche Synchronfassung zugänglich gemacht. Darüber hinaus existieren Synchronfassungen in Portugiesisch, Arabisch, Italienisch, Spanisch, Französisch und Englisch.
Beim gleichen Team entstand eine zweite Serie, die sich Nebengeschichten widmet. In den zehn Folgen werden kurze, in sich abgeschlossene Episoden erzählt, die unerzählte Begebenheiten mitten in der Haupthandlung erzählen. Unter dem Titel Ōsama Ranking: Yūki no Takarabako (王様ランキング 勇気の宝箱) startete diese Serie am 13. April 2023 in Japan bei Fuji TV und zeitgleich mit Untertiteln international bei Crunchyroll. Am 16. Juni 2023 wurde der Anime abgeschlossen. Ab dem 4. Mai 2023 wurden die Folgen unter dem Titel Ranking of Kings: The Treasure Chest of Courage mit deutscher Synchronisation von Crunchyroll veröffentlicht, wo auch wieder diverse andere Sprachfassungen zugänglich gemacht wurden.

### Synchronisation
| Rolle       | Japanische Stimme (Seiyū) | Deutsche Stimme |
| ----------- | ------------------------- | --------------- |
| Bojji       | Minami Hinata             | Sarah Tkotsch   |
| Kage        | Ayumu Murase              | Sven Plate      |
| König Bosse | Kenta Miyake              | Kevin Kraus     |
| Hilling     | Rina Satou                | Sonja Spuhl     |
| Daida       | Yūki Kaji                 | Marco Eßer      |
| Domas       | Takuya Eguchi             | Julien Haggège  |
| Hokuro      | Daiki Yamashita           | Sascha Krüger   |
| Drusi       | Hinata Tadokoro           | Mario Klischies |
| Bebin       | Yōji Ueda                 | Stefan Bräuler  |
| Apis        | Hiroki Yasumoto           |                 |
| Despa       | Takahiro Sakurai          |                 |
| Desha       | Yoshimitsu Shimoyama      |                 |

### Musik
Die Musik der Serie komponierte Mayuko. Die Openinglieder sind Boy von King Gnu und Hadaka no Yūsha von Vaundy. Für die Abspanne wurden die Lieder Oz. von Yama und Flare von Milet verwendet. Für The Treasure Chest of Courage verwendete man das Lied Gold von People 1 für den Vorspann und Atemonaku von Aimer für den Abspann.

## Rezeption
Bis Dezember 2021 hat der Manga in Japan eine Auflage von 1,5 Millionen Stück erreicht.
Der Manga rage „aus der Flut der aktuellen Neuerscheinungen durch seine Anmutung und Erzählweise“ heraus, so der NDR. Man begleite „den Prinzen, der oft an einen kleinen Bruder von Heidi erinnert, beim Erwachsenwerden“ und erlebt, „dass die zarte Persönlichkeit alles andere als zerbrechlich ist. Spannend, mitfühlend und beste Kinderritter-Fantasy.“